# Хромат таллия(I)
Хромат таллия(I) — неорганическое соединение, соль металла таллия и хромовой кислоты с формулой Tl2CrO4, жёлтые кристаллы.

## Получение
- Обменными реакциями:

{\displaystyle {\mathsf {Tl_{2}SO_{4}+K_{2}CrO_{4}\ {\xrightarrow {}}\ Tl_{2}CrO_{4}\downarrow +K_{2}SO_{4}}}}
из подкисленных растворов выпадает бихромат таллия Tl2Cr2O7.

## Физические свойства
Хромат таллия(I) образует жёлтые кристаллы ромбической сингонии, пространственная группа P mcn, параметры ячейки a = 0,5910 нм, b = 1,0727 нм, c = 0,7910 нм, Z = 4.
Не растворим в воде, мало растворим в кислотах и щелочах.

## Применение
- В аналитической химии при гравиметрическом определении таллия.